# Église Saint-Philippe-et-Saint-Jacques de Buanes
Pour les articles homonymes, voir Église Saint-Philippe.
L'église Saint-Philippe-et-Saint-Jacques de Buanes dans les Landes est un édifice religieux inscrit monument historique le 9 février 1984.

## Présentation
Les origines de l'église remontent à la fondation de la bastide de Buanes par Edouard III et Bernard II de Castelnau en 1346. Le chevet est sans doute reconstruit au XVIe siècle. L'église est pillée pendant les guerres de Religion. Au XVIIe siècle, la nef est partagée en trois par des colonnes portant des arcs surbaissés, puis l'église reçoit l'ajout d'une chapelle au sud ainsi que d'une sacristie.
Le clocher-mur et le décor intérieur sont inscrits au titre des Monuments historiques en 1984.

## Galerie

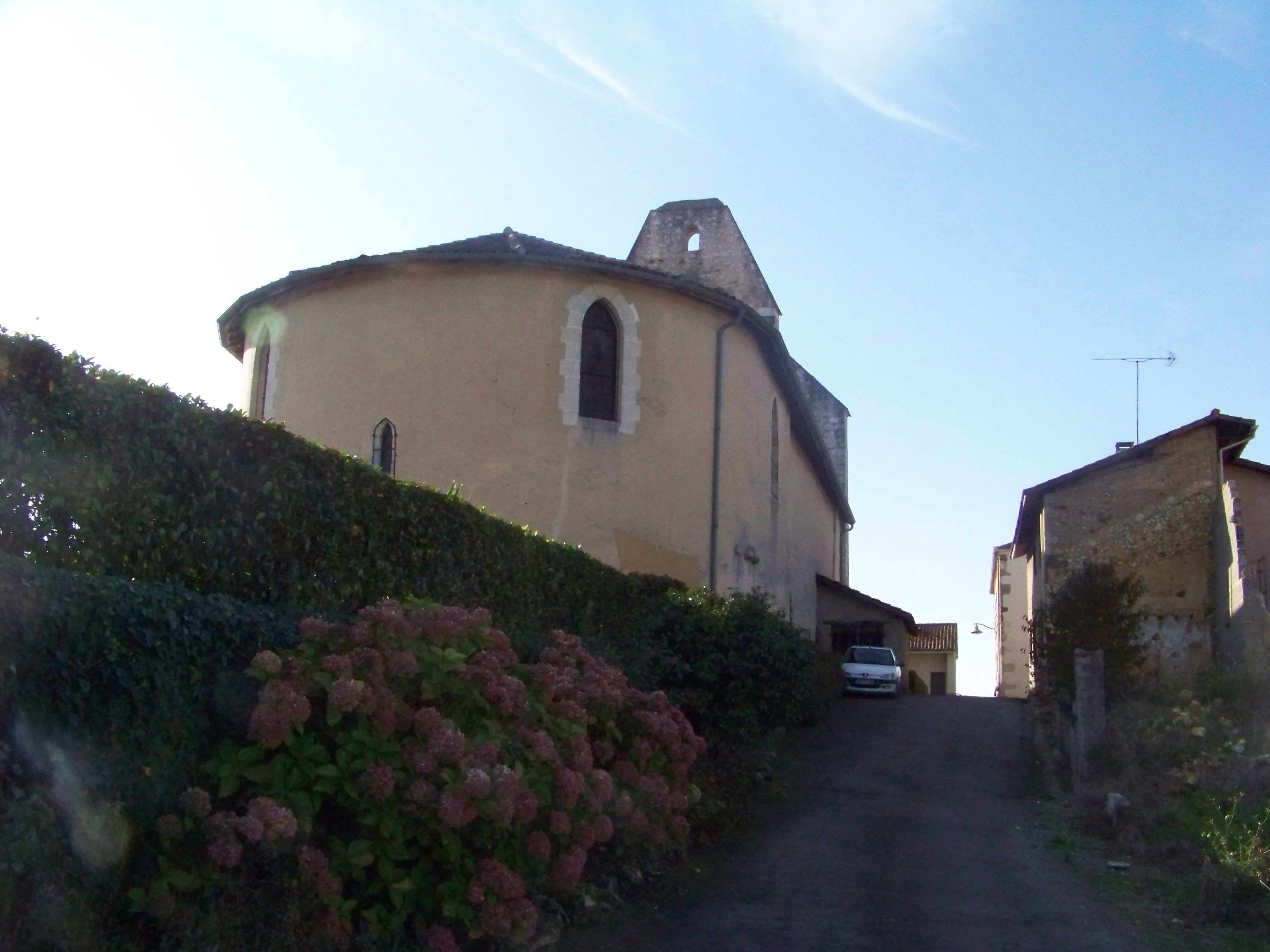
Buanes - chevet.
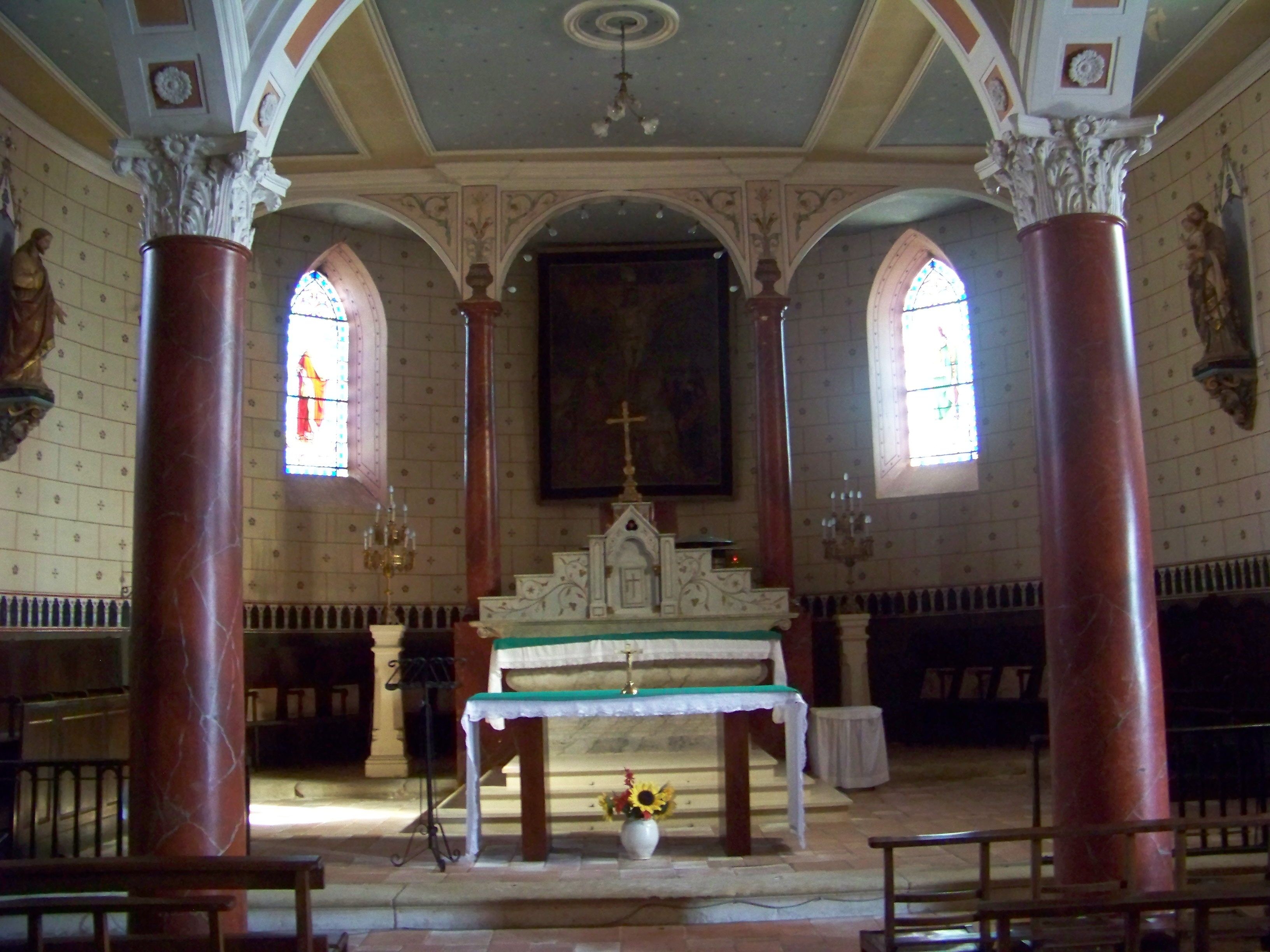
Buanes - chœur.
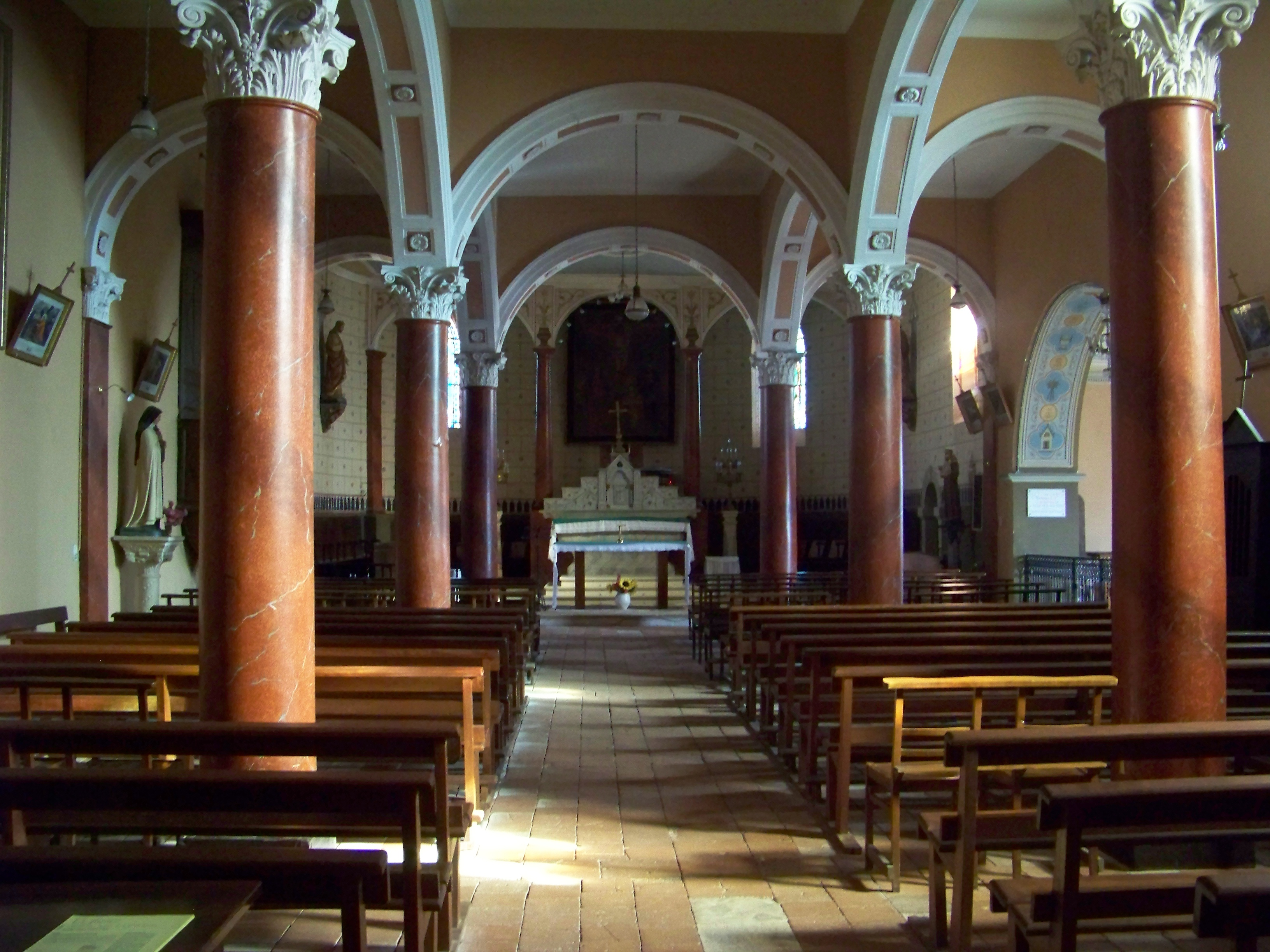
Buanes - intérieur.
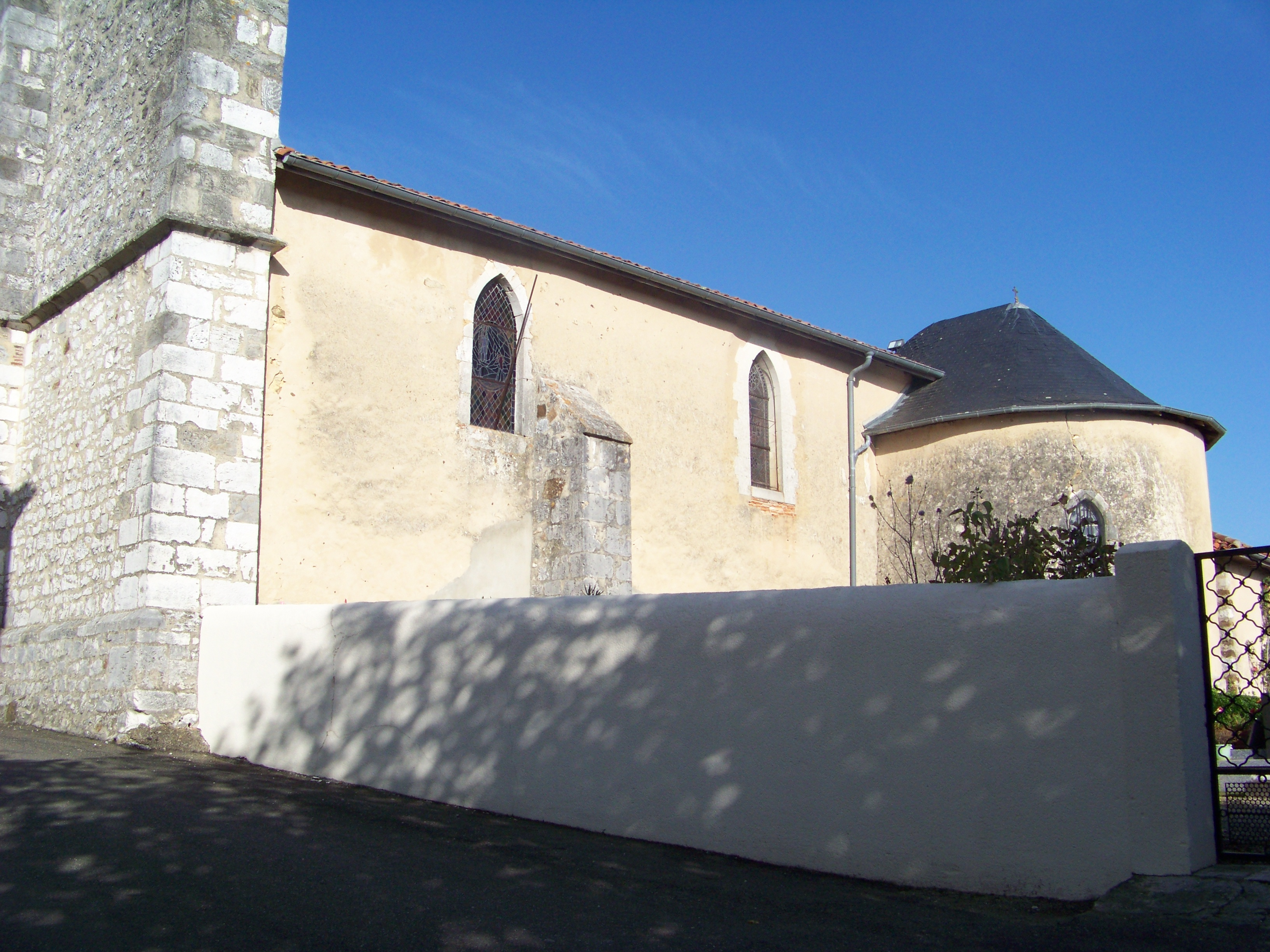
Buanes - mur sud 2.
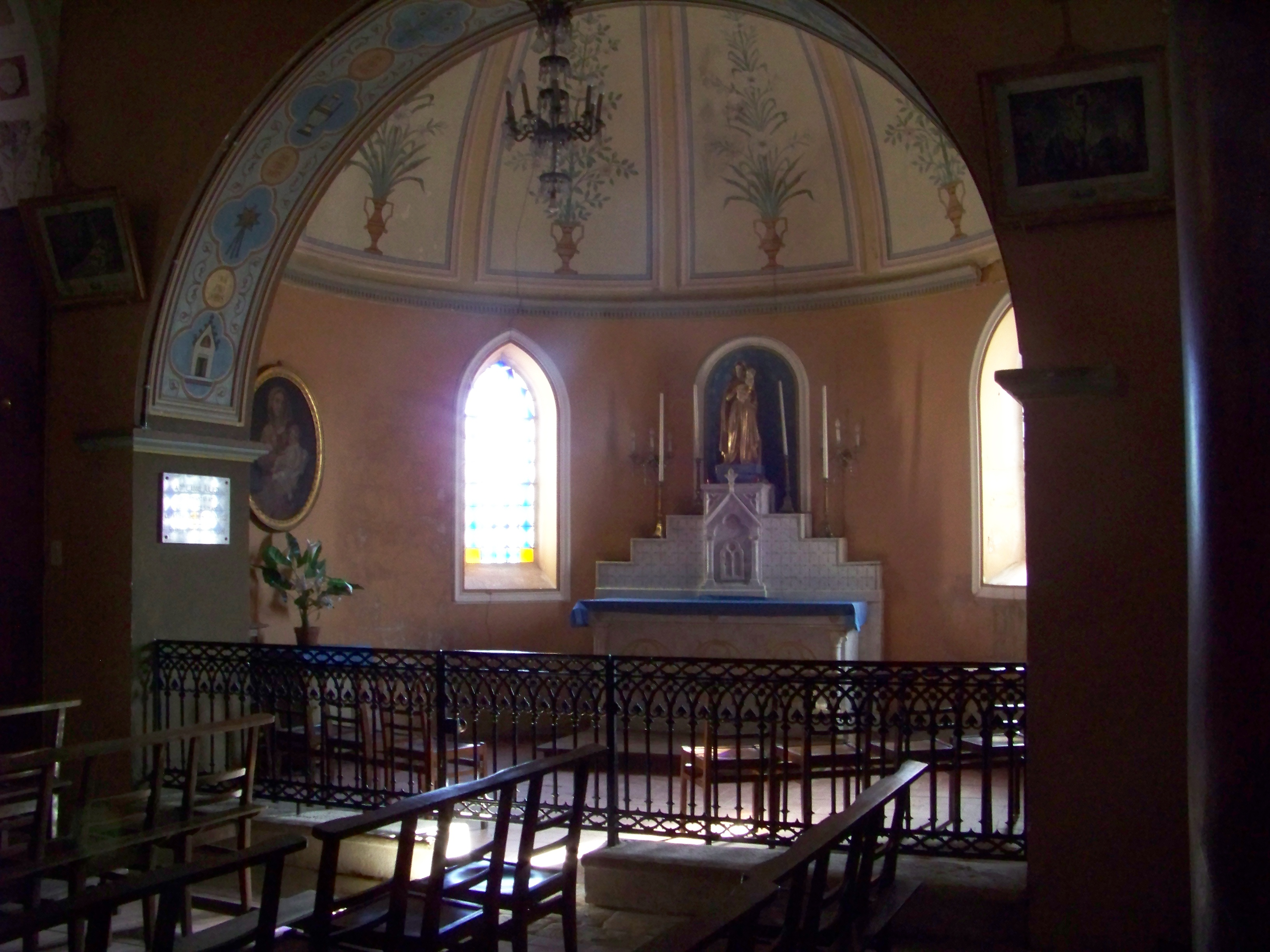
Buanes - chapelle sud.